# Rybczyzna
Rybczyzna – wieś w Polsce położona w województwie podlaskim, w powiecie grajewskim, w gminie Rajgród.
| SIMC    | Nazwa | Rodzaj     |
| ------- | ----- | ---------- |
| 0405027 | Budy  | przysiółek |

Wieś królewska starostwa rajgrodzkiego w ziemi bielskiej województwa podlaskiego w 1795 roku. W latach 1975–1998 miejscowość administracyjnie należała do województwa łomżyńskiego.
Z Rybczyzną była związana artystka ludowa Stefania Matysiewicz.